# Richmond Bridge (Tasmanien)
Die Richmond Bridge ist die älteste steinerne Groß-Brücke Australiens und wird bis heute befahren.

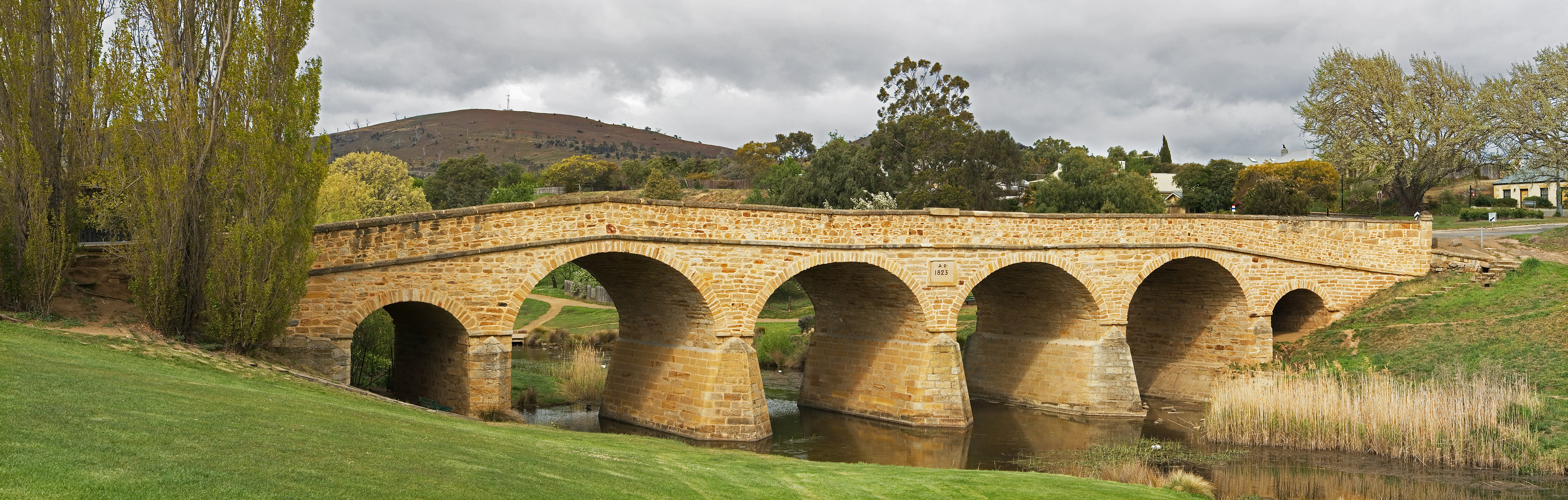
Richmond Bridge

## Geografische Lage
Sie liegt im Zuge einer Straße vor der Stadt Richmond in Tasmanien, 25 km von Hobart entfernt.

## Geschichte

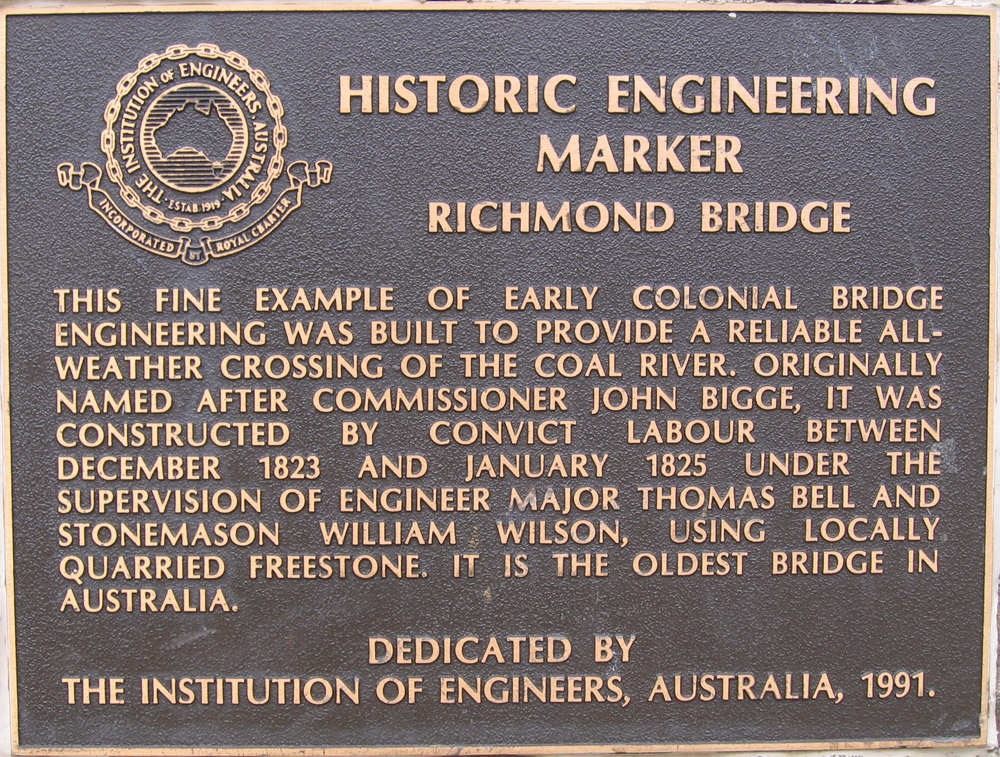
Plakette mit der Geschichte der Brücke

Das Gebiet von Richmond wurde von europäischen Siedlern ab 1803 landwirtschaftlich erschlossen. Das war 1820 abgeschlossen. Erfolgreich wurde Weizenanbau betrieben. Um das geerntete Getreide abtransportieren zu können, war eine dauerhafte Überquerung des Coal River erforderlich. Vor dem Brückenbau geschah das durch eine Furt südlich der Stelle, an der die Brücke errichtet wurde. Die Furt aber konnte bei Hochwasser nicht genutzt werden.
Im Dezember 1823 wurde der Bauplatz für die Brücke ausgewählt. Sie wurde von Sträflingen errichtet. Ende 1824 / Anfang 1825 war sie fertiggestellt. Nun war eine dauerhafte Straßenverbindung zwischen Hobart, der Ostküste Tasmaniens und der Tasman Peninsula sichergestellt.
1872 wurde der Sorell Causeway nach Hobart eröffnet, der die Tasman Peninsula und Hobart direkt verband, worauf die Verkehrsbedeutung der Brücke sank. Ab den 1920er Jahren wurde die Brücke auf Postkarten abgebildet und in den 1960er Jahren der historische Wert und Bedeutung des Bauwerks erkannt. 1976 und 2000 wurde sie auf australischen Briefmarken abgebildet. Heute wird sie von etwa 200.000 Menschen jährlich besucht und ist ein touristischer Anziehungspunkt. Seit dem 25. November 2005 ist sie in die Australian National Heritage List eingetragen und steht unter Denkmalschutz.

## Bauwerk
Die Brücke wurde massiv aus lokalem Sandsteinen vom Butchers Hill errichtet. Sie besteht aus sechs Bögen mit Spannweiten von 4,30, 8,10, 8,30, 8,50, 8,30 und 4,10 Metern. Die technische Konstruktion führten Thomas Bell, der Kolonialingenieur, und der Steinmetz William Wilson durch. Ursprünglich erhielt sie den Namen des Commissioners John Thomas Bigge.